# المفرق (مدينة)
المفرق مدينة أردنية تعتبر مركز محافظة المفرق في الأردن، تقع على بعد 80 كلم إلى الشمال من العاصمة الأردنية عمان في مفترق طرق لسوريا من الشمال والعراق من الشرق. وفيها قاعدة جوية وعسكرية. يمر بالمدينة خط سكة حديد عمان-دمشق. يوجد في المدينة جامعة واحدة هي جامعة آل البيت تأسست عام 1992 وتقع في الضواحي الشرقية لمدينة المفرق. المفرق هي مقر الفرقة الثالثة في الجيش الأردني. كما تقع فيها كلية الملك الحسين الجوية وقاعدة جوية للقوات الجوية الملكية الأردنية في المدينة.
بحسب احصائيات عام 2016، فإن 50% من سكان المفرق من اللاجئين السوريين.

## تاريخ
استوطن البشر مدينة المفرق لأول مرة في القرن الرابع قبل الميلاد. تقع مدينة أم الجمال التاريخية على بعد حوالي 17 كيلومتر إلى الغرب، وقد بنيت خلال القرن الأول، وترتبط ارتباطا وثيقًا بالعصور النبطية والبيزنطية. سميت المدينة لأول مرة باسم "الفدين" وهي مشتق من كلمة "حصن" باللغة العربية. اكتسبت المدينة أهمية بعد إنشاء خط سكة حديد الحجاز الذي يربط إسطنبول مع المدينة المنورة عام 1908. أعاد الأتراك العثمانيون تسمية المدينة بـ "المفرق" التي تعني "مفترق الطرق" باللغة العربية. كانت المفرق موقع لقاعدة عسكرية بريطانية ومطار منذ أوائل القرن العشرين، وأصبحت فيما بعد قاعدة للفيلق العربي خلال الحرب العربية الإسرائيلية عام 1948. عام 1945، تأسست بلدية المفرق، وكان علي العبدية أول رئيس لها. خلال الحرب العالمية الثانية، استضافت القاعدة العسكرية بالمدينة قوات بريطانية من الهند وأستراليا ومستعمرات بريطانية أخرى.

## المناخ
يظهر الجدول التالي التغييرات المناخية على مدار السنة للمفرق:
| البيانات المناخية لـالمفرق            | البيانات المناخية لـالمفرق | البيانات المناخية لـالمفرق | البيانات المناخية لـالمفرق | البيانات المناخية لـالمفرق | البيانات المناخية لـالمفرق | البيانات المناخية لـالمفرق | البيانات المناخية لـالمفرق | البيانات المناخية لـالمفرق | البيانات المناخية لـالمفرق | البيانات المناخية لـالمفرق | البيانات المناخية لـالمفرق | البيانات المناخية لـالمفرق | البيانات المناخية لـالمفرق |
| الشهر                                 | يناير                      | فبراير                     | مارس                       | أبريل                      | مايو                       | يونيو                      | يوليو                      | أغسطس                      | سبتمبر                     | أكتوبر                     | نوفمبر                     | ديسمبر                     | المعدل السنوي              |
| ------------------------------------- | -------------------------- | -------------------------- | -------------------------- | -------------------------- | -------------------------- | -------------------------- | -------------------------- | -------------------------- | -------------------------- | -------------------------- | -------------------------- | -------------------------- | -------------------------- |
| متوسط درجة الحرارة الكبرى °م (°ف)     | 12.5 (54.5)                | 14.4 (57.9)                | 17.6 (63.7)                | 22.5 (72.5)                | 27.7 (81.9)                | 31.1 (88.0)                | 32.1 (89.8)                | 32.3 (90.1)                | 30.5 (86.9)                | 26.4 (79.5)                | 20.3 (68.5)                | 14.2 (57.6)                | 23.5 (74.2)                |
| متوسط درجة الحرارة الصغرى °م (°ف)     | 2.2 (36.0)                 | 3.3 (37.9)                 | 5.5 (41.9)                 | 8.9 (48.0)                 | 12.2 (54.0)                | 14.9 (58.8)                | 16.3 (61.3)                | 16.4 (61.5)                | 14.5 (58.1)                | 11.7 (53.1)                | 7.3 (45.1)                 | 3.1 (37.6)                 | 9.7 (49.4)                 |
| الهطول مم (إنش)                       | 41 (1.6)                   | 37 (1.5)                   | 31 (1.2)                   | 11 (0.4)                   | 3 (0.1)                    | 0 (0)                      | 0 (0)                      | 0 (0)                      | 0 (0)                      | 7 (0.3)                    | 20 (0.8)                   | 34 (1.3)                   | 184 (7.2)                  |
| المصدر: Climate-Data.org,Climate data |                            |                            |                            |                            |                            |                            |                            |                            |                            |                            |                            |                            |                            |

## معرض صور

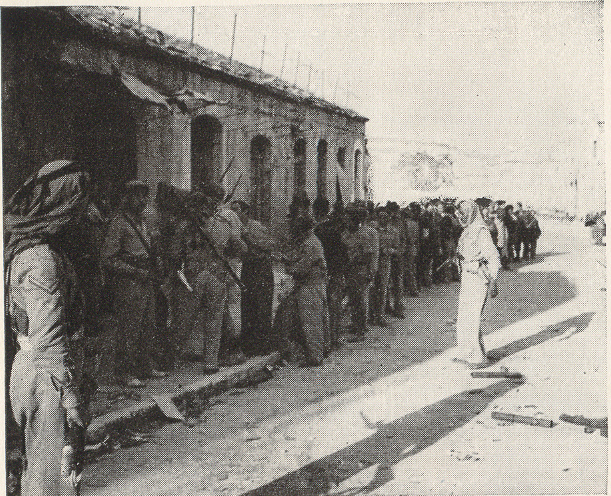
أسرى إسرائيليين يؤخذون إلى القاعدة العسكرية في المفرق عام 1948
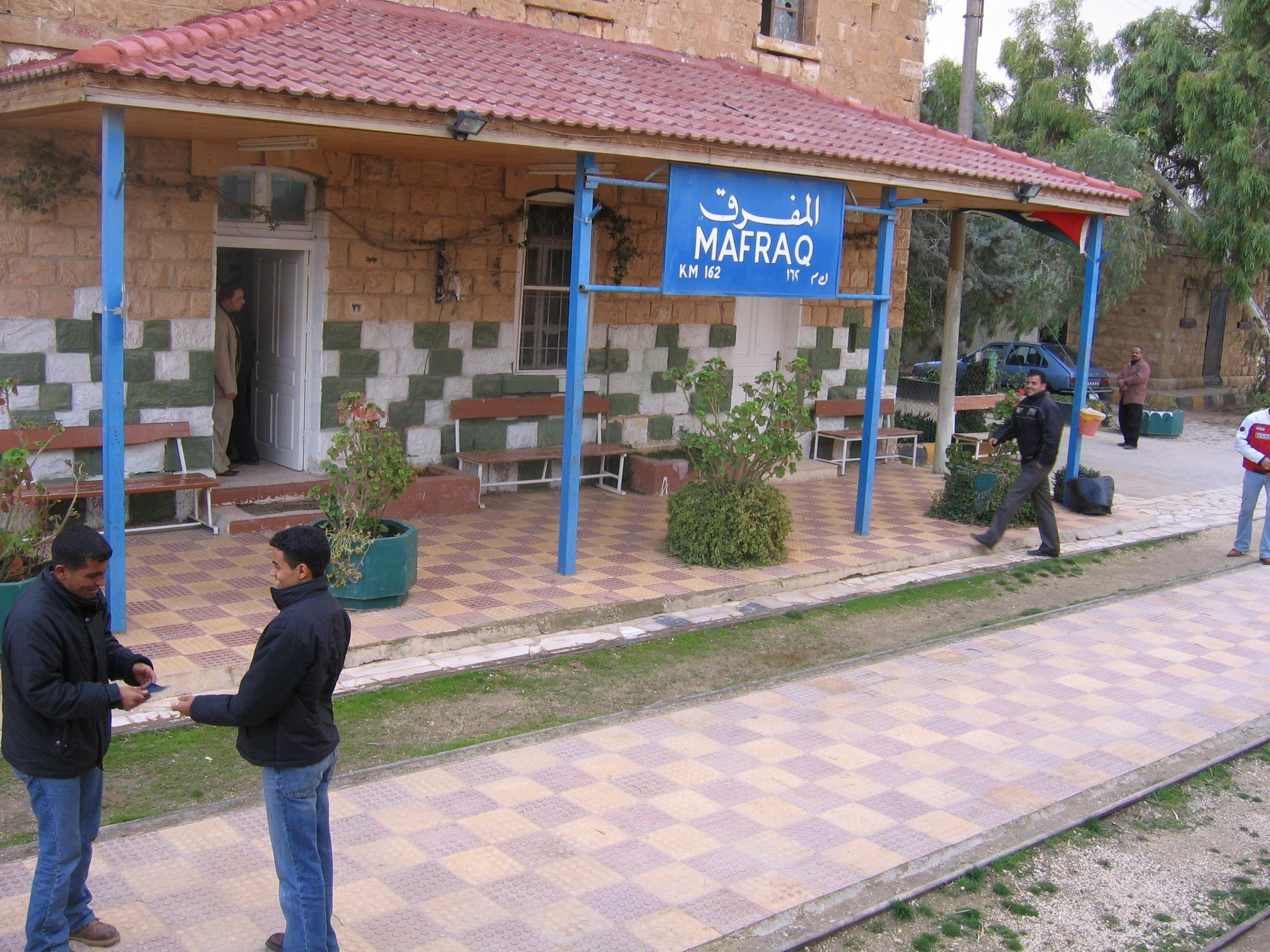
محطة القطار في المفرق

## أعلام من المدينة
- الشيخ محمد كايد اخو ارشيدة الخزاعله
- ركان الخالدي
- سعد هايل السرور